# Mohammed Hazzaz
Mohammed Hazzaz (arab. ‏حميد الهزاز‎, ur. 30 listopada 1945 w Fezie, zm. 13 stycznia 2018 tamże) – marokański piłkarz grający na pozycji bramkarza.

## Kariera klubowa
Mohammed Hazzaz podczas kariery piłkarskiej występował w klubie Maghreb Fez.

## Kariera reprezentacyjna
W reprezentacji Maroka Mohammed Hazzaz grał w latach sześćdziesiątych i siedemdziesiątych.
W 1969 roku uczestniczył w zakończonych sukcesem eliminacjach mistrzostw świata 1970. W 1970 roku uczestniczył w mistrzostwach świata 1970. Na mundialu w Meksyku Hazzaz był rezerwowym zawodnikiem i wystąpił tylko w meczu Maroka z Bułgarią.
W 1972 roku uczestniczył w igrzyskach olimpijskich w Monachium. Na igrzyskach we wszystkich sześciu meczach Maroka, w tym przegranym 0-5 z Polską.
W 1972 i 1973 roku uczestniczył w eliminacjach mistrzostw świata 1974. W 1976 i 1977 roku uczestniczył w eliminacjach mistrzostw świata 1978.